# Гірничий майстер
Гірничий майстер або майстер-гірник (англ. mine foreman, нім. Bergmeister m) — безпосередній керівник робіт на дільницях і в цехах підприємств гірничої промисловості. Залежно від виробничої структури дільниці (цеху) підпорядковується начальнику або старшому майстру дільниці (цеху). Одноосібний керівник у зміні й основний організатор виробничих процесів, безаварійної й безпечної роботи на всіх технічних лініях згідно з нарядом (змінним завданням).
Гірничий майстер забезпечує:
- належне утримання й експлуатацію згідно з нормативно-технічною документацією гірничих виробок, машин, механізмів, інструментів, обладнання, засобів групового та індивідуального захисту;
- виконавців інформацією про змінне завдання, про їх взаємозв'язки у робочих процесах, а також заходи безпеки у процесі роботи й правила поведінки працівників у аварійних ситуаціях;
- зв'язок між взаємопов'язаними виробничими дільницями, службами, диспетчером;
- інформування служб та керівників дільниці та підприємства про хід технологічного процесу, умови праці, порушення в ході технологічного процесу, необхідні та можливі шляхи їх усунення.

Гірничими майстрами на підприємствах України призначаються фахівці, які мають середню і вищу спеціальну освіту.